# Omphalotropis mutica
Omphalotropis mutica é uma espécie de gastrópode  da família Assimineidae.
É endémica de Palau.